# Stadsstadion Gjoemri
Het Stadsstadion Gjoemri is een voetbalstadion in de Armeense stad Gjoemri. In het stadion speelt Sjirak Gjoemri haar thuiswedstrijden.